# Asiodynerus lucifer
Asiodynerus lucifer är en stekelart som först beskrevs av Kostylev 1937.  Asiodynerus lucifer ingår i släktet Asiodynerus och familjen Eumenidae. Inga underarter finns listade.